# 육분의
육분의(六分儀, 문화어: 륙분의)는 수평선 위에 있는 천체의 고도를 측정하는 도구다. 항해 하는 사람이 이 도구를 사용하여 정오에 태양의 고도를 측정함으로써 자신이 있는 위도를 알 수 있다. 육분의를 가로로 들어 사용하면 두 물체(예를 들면 두 등대) 사이 각도도 측정할 수 있다. 육분의(sextant)라는 말은 이 도구의 호(arc)가 원주의 1/6과 같은 60°이기 때문에, 1/6이라는 뜻의 라틴어 "sextans"에서 유래한 것이다. 육분의보다 더 작은 각도를 재는 데 쓰이는 팔분의(octant; 원주의 1/8, 45°)나, 육분의보다 더 큰 각도를 재는 데 쓰이는 오분의(quintant; 원주의 1/5, 72°) 및 사분의(quadrant; 원주의 1/4, 90°)도 있다.

## 육분의의 구조
(오른쪽 그림 참조)

육분의 각 부분의 명칭

- 프레임(frame): 부채꼴 모양의 틀로서, 여기에 각종 부품이 붙어 있다.
- 아크(arc): 0°부터 140°까지 측정할 수 있도록 1° 간격으로 눈금이 그려져 있다.
- 인덱스 바(index bar): 아크의 중심을 회전축으로 하여 아크를 따라 회전하면서 인덱스 미러를 움직인다.
- 인덱스 미러(index mirror): 인덱스 바의 상부에 부착되어 있다. 이 거울로 천체 또는 물체의 상을 반사시킨다.
- 마이크로미터 드럼(micrometer drum): 인덱스 바의 하부, 왼쪽 끝부분에 부착되어 있다. 보다 정밀한 각도 측정을 위해 사용되는 이 드럼의 눈금은 60등분 되어 있으며, 드럼을 1회전시키면 인덱스 바는 아크를 따라 1° 움직이게 되어 있다.
- 수평 거울(horizon mirror): 왼쪽 절반은 투명 유리로 되어 있어 이 유리를 통해 수평선 또는 목표물이 관측자의 눈에 직접 보이게 된다. 또 오른쪽 절반은 거울로 되어 있어 인덱스 미러에서 반사된 영상이 여기서 다시 반사되어 망원경을 통해 관측자의 눈에 보이게 된다.
- 망원경(telescope): 프레임에 평행으로 부착되어 있다.
- 차광 유리(shade glasses): 인덱스 미러와 수평 거울의 앞쪽을 가리는 것으로, 태양의 고도를 관측할 때 관측자의 눈에 이르는 빛의 세기를 조절하기 위해 사용된다.

## 육분의의 측정 원리
(오른쪽 동영상 참조)

육분의를 이용한 태양의 고도 측정

1. 육분의를 태양이 있는 쪽의 수평선으로 향하게 한다. 왼쪽으로는 수평 거울의 투명 유리를 통해 수평선이 관측자의 눈에 비치고, 오른쪽으로는 두 개의 거울(인덱스 미러와 수평 거울의 미러)에 반사된 수평선이 눈에 보이게 된다.
2. 클램프를 눌러 인덱스 바를 풀어준다.
3. 두 개의 거울을 통해 반사된 태양의 영상이 수평선까지 오도록 인덱스 바를 아크를 따라 회전시킨다.
4. 태양의 하단부가 수평선에 거의 닿는다. 클램프를 풀고 마이크로미터 드럼을 돌려서 태양의 위치를 정확히 조정한다.
5. 태양의 위치를 보다 확실히 하기 위해 육분의를 흔들어준다.
6. 아크의 각도 및 마이크로미터 드럼의 각도를 읽는다. (오른쪽 그림에서는 40°15'으로 측정됨)

## 같이 보기
- 성반 (천문학)
- 위도
- 경도
- 항법
- 사분의